# Красносільська сільська територіальна громада
Красносільська сільська територіальна громада — територіальна громада в Україні, у Одеському районі Одеської області, створена рішенням Одеської обласної ради від 12 серпня 2015 року в рамках адміністративно-територіальної реформи 2015—2020 років. Адміністративний центр — село Красносілка.

Перші вибори відбулися 25 жовтня 2015 року.
Площа — 262.63 км², населення — 10 932 мешканці (2015). Територія громади виходить на узбережжя Куяльницького лиману.

## Історія
Громада утворена в результаті об'єднання Красносільської та Свердловської сільських рад. В рамках адміністративно-територіальної реформи 2015—2020 років .
За підсумками оцінки фінансової спроможності 159 ОТГ України у 2016 році Красносільська ОТГ увійшла до першої двадцятки найуспішніших об'єднаних територіальних громад.
17 липня 2020 року до громади приєднали села Павлинської сільської ради Іванівського району (згідно Розпорядження КМУ від 12 червня 2020 року).

## Склад громади

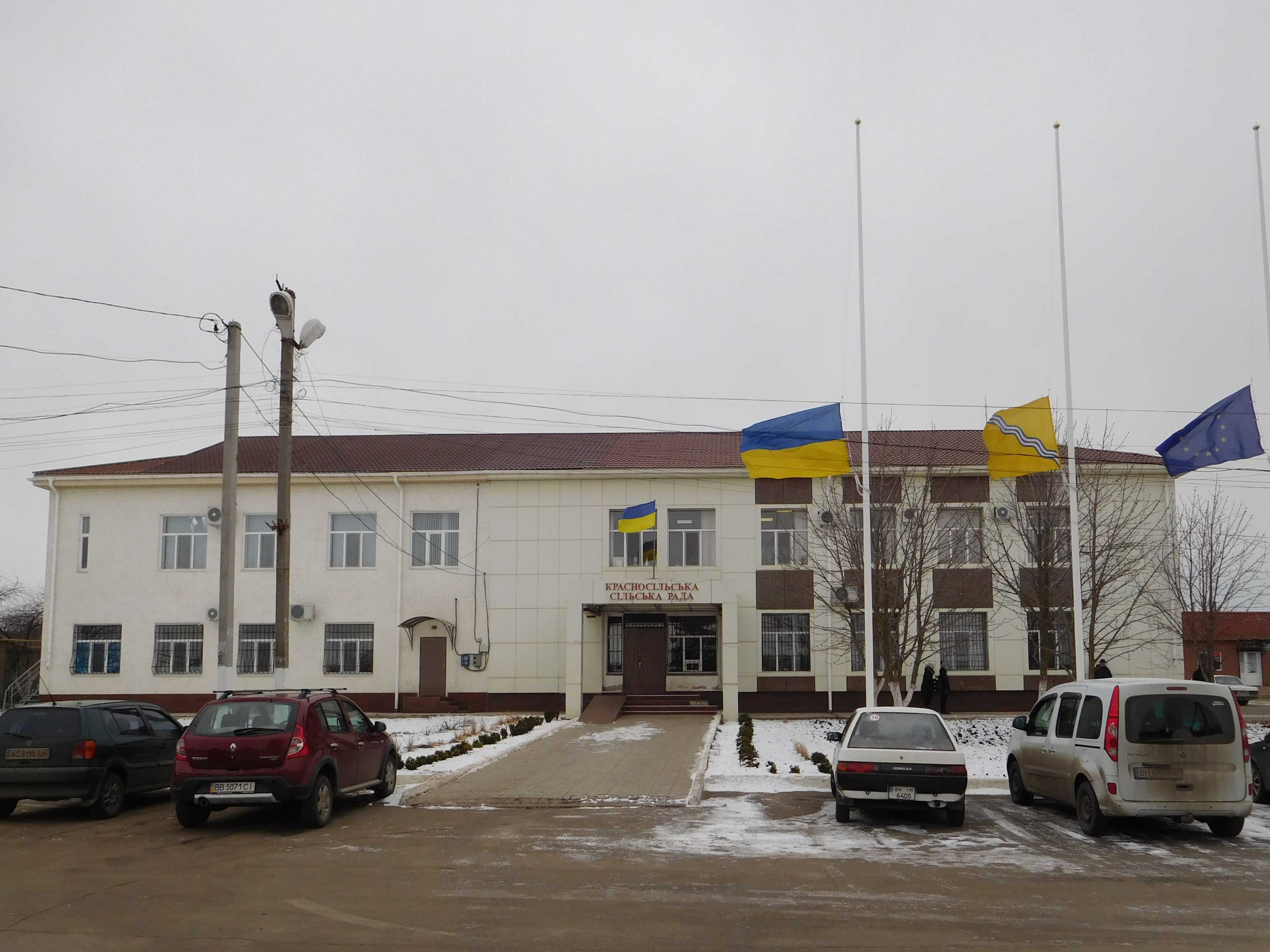
Будівля сільської ради у Красносілці

В громаді діють 6 старостинських округів.
- Староста Павлинського старостинського округу: Козакова Олена Іванівна

- Староста села Іванове: Сусленко Домнікія Василівна

- Староста села Корсунці: Власова Тетяна Сергіївна

- Староста села Переможне: Шарафаненко Олена Анатоліївна

- Староста села Ілічанка: Руденко Лілія Михайлівна

- Староста сіл Кубанка і Новокубанка: Вольчева Тетяна Миколаївна

До складу громади входять 14 сіл:
| Населений пункт    | Населення, осіб (2001) |
| ------------------ | ---------------------- |
| Букачі, село       | 78                     |
| Василівка, село    | 71                     |
| Іванове, село      | 1560                   |
| Ілічанка, село     | 1321                   |
| Корсунці, село     | 2107                   |
| Красносілка, село  | 5187                   |
| Кубанка, село      | 582                    |
| Лізинка, село      | 175                    |
| Нові Шомполи, село | 527                    |
| Новокубанка, село  | 109                    |
| Павлинка, село     | 525                    |
| Переможне, село    | 445                    |
| Созонівка, село    | 82                     |
| Шаманівка, село    | 116                    |